# Statue cube d'Hapouseneb
La statue cube d'Hapouseneb, conservée au Louvre, (référence A 134), fournit quelques détails biographiques sur ce grand prêtre d'Amon. Sur cette statue, il est indiqué, entre autres, qu'elle a été commandée à Hapouseneb par la reine Hatchepsout comme cadeau pour Amon. Hapouseneb y donne un rapport sur le travail accompli.
En raison de critères stylistiques, Luc Delvaux a conclu que la statue cube A 134 du Louvre, a sûrement été réalisée au début du règne d'Hatchepsout, bien que ses cartouches aient été remplacés plus tard par le nom Thoutmôsis II. Cependant, comme tous les pronoms sont au féminin, la datation durant le règne d'Hatchepsout apparaît sans ambiguïté.
Sur cette statue, Hapouseneb porte le titre de vizir (imy-rˁ=niwt ṯȝty, maire et vizir) qui n'est pas attesté ailleurs.
Delvaux insiste sur le fait que les signes hiéroglyphiques - à la différence d'autres hiéroglyphes - avaient été sculptés étonnamment petits et s'imbriquant les uns dans les autres, de sorte qu'il pense que ces signes ont été ajoutés plus tard. Hans Wolfgang Helck ne considère pas Hapouseneb comme un vrai vizir, jugeant cela comme un simple titre honorifique.
Les autres fonctions et les titres d'Hapouseneb prouvent la continuité de sa fonction, de Thoutmôsis Ier puis Thoutmôsis II à Hatchepsout.